# Gustine
Pour les articles homonymes, voir Gustine (homonymie).
Gustine est une municipalité américaine du comté de Merced, en Californie. Sa population était de 5 520 habitants au recensement de 2010.

## Démographie
| 1920 | 1930  | 1940  | 1950  | 1960  | 1970  |
| ---- | ----- | ----- | ----- | ----- | ----- |
| 716  | 1 016 | 1 355 | 1 984 | 2 300 | 2 793 |

| 1980  | 1990  | 2000  | 2010  | - | - |
| ----- | ----- | ----- | ----- | - | - |
| 3 142 | 3 931 | 4 698 | 5 520 | - | - |